# マイネーム: 偽りと復讐
『マイネーム: 偽りと復讐』（マイネーム いつわりとふくしゅう、朝: 마이 네임、英: My Name）は、2021年10月15日からNetflixで配信されている韓国のテレビドラマ。

## あらすじ
自分の誕生日に目の前で何者かに父親を殺されたジウ（ハン・ソヒ）。父の死の真相解明と復讐を誓い、麻薬組織のボスの後ろ盾を受け、名前を変えて警察に潜入する。

## 登場人物
ユン・ジウ／オ・ヘジン（吳惠進）
演 - ハン・ソヒ
父の仇を討つためトンチョン（東天）派の一員となり、「オ・ヘジン」として警察に潜入する。
チェ・ムジン
演 - パク・ヒスン
韓国最大の麻薬組織トンチョン派のボス。ジウの父親の親友で、彼女の復讐に手を貸す。
チョン・ピルト（全弼導）
演 - アン・ボヒョン
インチャン地方警察庁麻薬捜査隊捜査官。ヘジンが捜査隊に加入した後にパートナーとなるが、半年かけた作戦をぶち壊されたため彼女を嫌っていた。
チャ・ギホ
演 - キム・サンホ
インチャン地方警察庁麻薬捜査隊チーム長。引退までにトンチョン派を解体させることを誓っていた。
チョン・テジュ
演 - イ・ハクジュ
トンチョン派の構成員で、ムジンが最も信頼する部下。
ト・ガンジェ
演 - チャン・ユル
トンチョン派の元構成員。ジウに試合で負けた後、彼女を暴行しようとしたことで組織を追放され、組織に対する復讐を誓っている。
ユン・ドンフン
演 - ユン・ギョンホ
ジウの父でムジンの親友。

## 制作
2020年8月11日、Netflixは、プレスリリースを通じて韓国オリジナルシリーズ『アンダーカバー（仮）』の制作・配信を発表。2020年9月にキャストを発表し、2020年11月から2021年2月にかけて撮影を行った。